# Goldlacke
Die Goldlacke ist ein kleiner Bergsee im östlichen Teil der Seckauer Alpen in der Steiermark. Sie liegt in 1958 m ü. A. in einem weiten, teilweise von Blockwerk gefüllten Kar östlich des Seckauer Zinkens (2397 m ü. A.) und südlich des Hämmerkogels (2253 m ü. A.).
Die Goldlacke entwässert über den Seemayerbach in den Zinkenbach und dieser in den Gradenbach.
Die Goldlacke ist vom Gasthof Steinmühle, zwei Kilometer westlich der Abtei Seckau, durch das Tal des Zinkenbaches in etwa drei bis dreieinhalb Stunden zu erreichen.
Der Standardanstieg von Süden auf den Seckauer Zinken führt nahe der Goldlacke vorbei.